# Montpeyroux, Dordogne
Montpeyroux là một xã của Pháp, nằm ở tỉnh Dordogne trong vùng Aquitaine của Pháp.
Montpeyroux có diện tích 23,37 km2, dân số năm 2006 là 409 người.

## Thông tin nhân khẩu
| Năm    | 1962 | 1968 | 1975 | 1982 | 1990 | 1999 | 2006 |
| ------ | ---- | ---- | ---- | ---- | ---- | ---- | ---- |
| Dân số | 514  | 452  | 359  | 318  | 338  | 360  | 409  |